# Triumph Fury
Triumph Fury — прототип з дводверним кузовом кабріолет британської компанії Standard-Triumph 1964. Перша модель Standard-Triumph з кузовом типу монокок. Дизайн кузова розробив відомий італійський проектант Джованні Мічелотті. При розробці використали елементи конструкції моделі Triumph 2000, зокрема 6-циліндровий рядний мотор об'ємом 1.998 см³ потужністю 90 к.с. (66 кВт) при 5000 об/хв., хоча передбачалось встановлення моторів: 6-циліндрового 2500 TC об'ємом 2.498 см³, потужністю 107 к.с. (79 кВт) і 8-циліндрового Triumph V8 об'ємом 2997 см³, потужністю 145 к.с. (108 кВт). та замість неї у серпні 1967 налагодили серійне виробництво моделі Triumph TR5 в першу чергу через небажання керівництва компанії інвестувати кошти у нову виробничу лінію з виробництвом окремого кузова, шасі, зробивши вибір на користь налагодженого у виробництві шасі, до якого підлаштовували кузови. Прототип зберігся і був проданий у липні 2009.